# جورج سكينر
جورج سكينر (بالإنجليزية: George Skinner)‏ (26 يونيو 1917 في المملكة المتحدة - 30 سبتمبر 2002 في المملكة المتحدة) هو مدرب كرة قدم ولاعب كرة قدم بريطاني (وحمل سابقاً جنسية المملكة المتحدة لبريطانيا العظمى وأيرلندا) في مركز مهاجم داخلي. لعب مع برايتون أند هوف ألبيون وتوتنهام هوتسبير ونادي غيلينغهام وهاستينغز يونايتد ‏ وNorthfleet United F.C. ‏.